# 弦徳
弦徳（げんとく、3月7日 - ）は、日本の俳優、声優。佐賀県出身。プライマリーフィールド所属。旧芸名は福井 宣博（ふくい のぶひろ）。

## 人物
日本ナレーション演技研究所出身。
かつてはスタイルキューブ（旧スタジオキューブ）に所属していた。

## 出演

### テレビアニメ
2012年
- アルカナ・ファミリア（スリB、アルベルト）
- カンピオーネ! 〜まつろわぬ神々と神殺しの魔王〜（ラジオ）
- この中に1人、妹がいる!（理事）
- じょしらく（船長）
- To LOVEる -とらぶる- ダークネス（男子生徒）

2016年
- TO BE HERO（警官、大王の父）

2018年
- 剣王朝（八百屋、兵士、門番、衛兵、神都監兵）
- ニル・アドミラリの天秤（林山光照）

2020年
- pet（坂本）
- ネコぱら（司会）

2021年
- プレイタの傷（一般人、医者）
- プラチナエンド（2021年 - 2022年、咲の父、探偵）

2022年
- 錆色のアーマ-黎明-（村人、近衛兵、師、今川義元）
- BORUTO-ボルト- NARUTO NEXT GENERATIONS（海原サンズイ）

2023年
- デキる猫は今日も憂鬱（街の人々、板前）
- SHY（消防士、担任の先生）
- 16bitセンセーション ANOTHER LAYER（警備員B）

2024年
- デリコズ・ナーサリー（アブラハム、フィルディナント）
- 夏目友人帳 漆（箱守り）

2025年
- ボールパークでつかまえて!（老人、客）
- ネクロノミ子のコズミックホラーショウ（部長）

### ゲーム
2007年
- アガレスト戦記

2008年
- アガレスト戦記 リアピアランス
- 萌え萌え2次大戦（略）2[chu〜♪]（司令官（英）、司令官（ソ））

2010年
- クロヒョウ 龍が如く新章（張 孝明）
- 真・翡翠の雫 緋色の欠片2 ポータブル（天野 清十郎）
- 戦国大戦（柴田勝家(1560)、藤堂高虎(1570)、東郷重位、土屋昌恒、他多数）
- 戦極姫2 嵐 〜百華、戦乱辰風の如く〜（山県 昌景、、朝倉 義景、陶 晴賢）
- 龍が如く4 伝説を継ぐもの

2011年
- アンジェリーク 魔恋の六騎士

2012年
- クロヒョウ2 龍が如く 阿修羅編（久保 一道）
- バイナリー ドメイン
- 龍が如く5 夢、叶えし者

2013年
- 〜聖魔導物語〜（ゴルダール）
- フェアリーフェンサー エフ（花形）

2014年
- オメガクインテット（ゴドウ）
- 戦場のウエディング（敬虔な僧侶コンラート）

2015年
- フェアリーフェンサー エフ ADVENT DARK FORCE（花形）
- 魔壊神トリリオン（医者）
- 魔神少女 エピソード2 -願いへの代価-（ナレーション）

2017年
- 蝶々事件ラブソディック

2018年
- 天涯ニ舞ウ、粋ナ花
- ピオフィオーレの晩鐘（マルコ・カルデローニ）

2020年
- ピオフィオーレの晩鐘 -Episodio1926-（マルコ・カルデローニ）

2021年
- クレヨンしんちゃん 「オラと博士の夏休み」〜おわらない七日間の旅〜（キャップ）

2022年
- クッキーランキングダム（キャプテンキャビア味クッキー）

2023年
- クイズRPG 魔法使いと黒猫のウィズ（兎慧）

### 吹き替え
- ロング・ウェイ・ノース 地球のてっぺん（2019年、オルキン[16]）
- マロナの幻想的な物語り（2020年、ソランジュの祖父[17]）
- インヘリタンス（2021年、アーチャー〈パトリック・ウォーバートン〉[18]）

### 司会
- 東急不動産マンション説明会

### 舞台
- THEATER JUNK
  - 永遠の一秒／TEARS FOR THE FUTUER - 原口役
  - 海を越えた挑戦者達
- サンディープロデュース
  - 鬼ごっこ
- 劇団アフリカの空
  - 刑事維新 - ハン役
- 若草色の旅団
  - おもいおもいの重い想い - オーウェン役
- 劇団A.T.A.C
  - LIGHTNING BOLT - 六反田役
  - 覚醒/Anthem for a distant world - ブラフマー役
  - GIVER - ハイピン役
  - メロディー/A dark forest in my mind - ケンシロウ役
- 藤原歌劇団
  - ルチア